# Llibre de Tang
El Llibre de Tang (xinès tradicional: 唐書, xinès simplificat: 唐书, pinyin: Tángshū, Wade-Giles: T'angshu) Jiu Tangshu o el Vell Llibre de Tang (舊唐書/旧唐书) és el primer treball clàssic sobre la Dinastia Tang.